# Lungotevere Ripa
Il lungotevere Ripa è il tratto di lungotevere che collega ponte Palatino al porto di Ripa Grande, a Roma, nel rione Trastevere.
Il nome del lungotevere deriva dal latino ripa, cioè "riva" (toponimo esteso al rione adiacente, che giace però dall'altra parte del Tevere, e il cui lungotevere si chiama Lungotevere Aventino); è stato istituito con delibera del 20 luglio 1887.
Il tratto di lungotevere sito tra via del porto e piazza di porta Portese è costituito dal porto di Ripa Grande, un tempo il più grande porto fluviale di Roma, scomparso in occasione della costruzione dei muraglioni. Vi si trova il Complesso monumentale di San Michele a Ripa Grande.

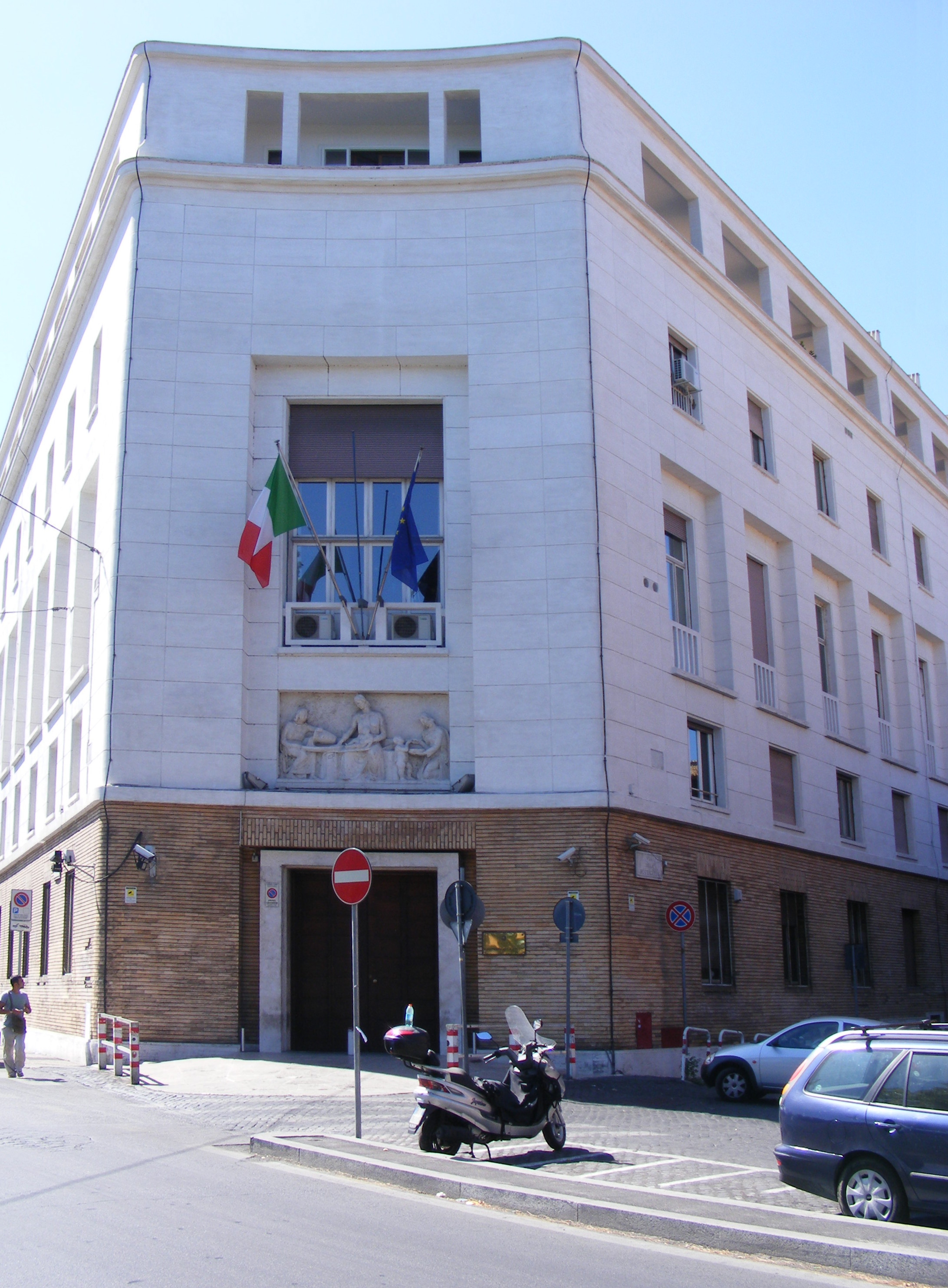
Sede del ministro della salute in lungotevere Ripa, 1 (in origine sede dell'ONMI)